# Tändsticka

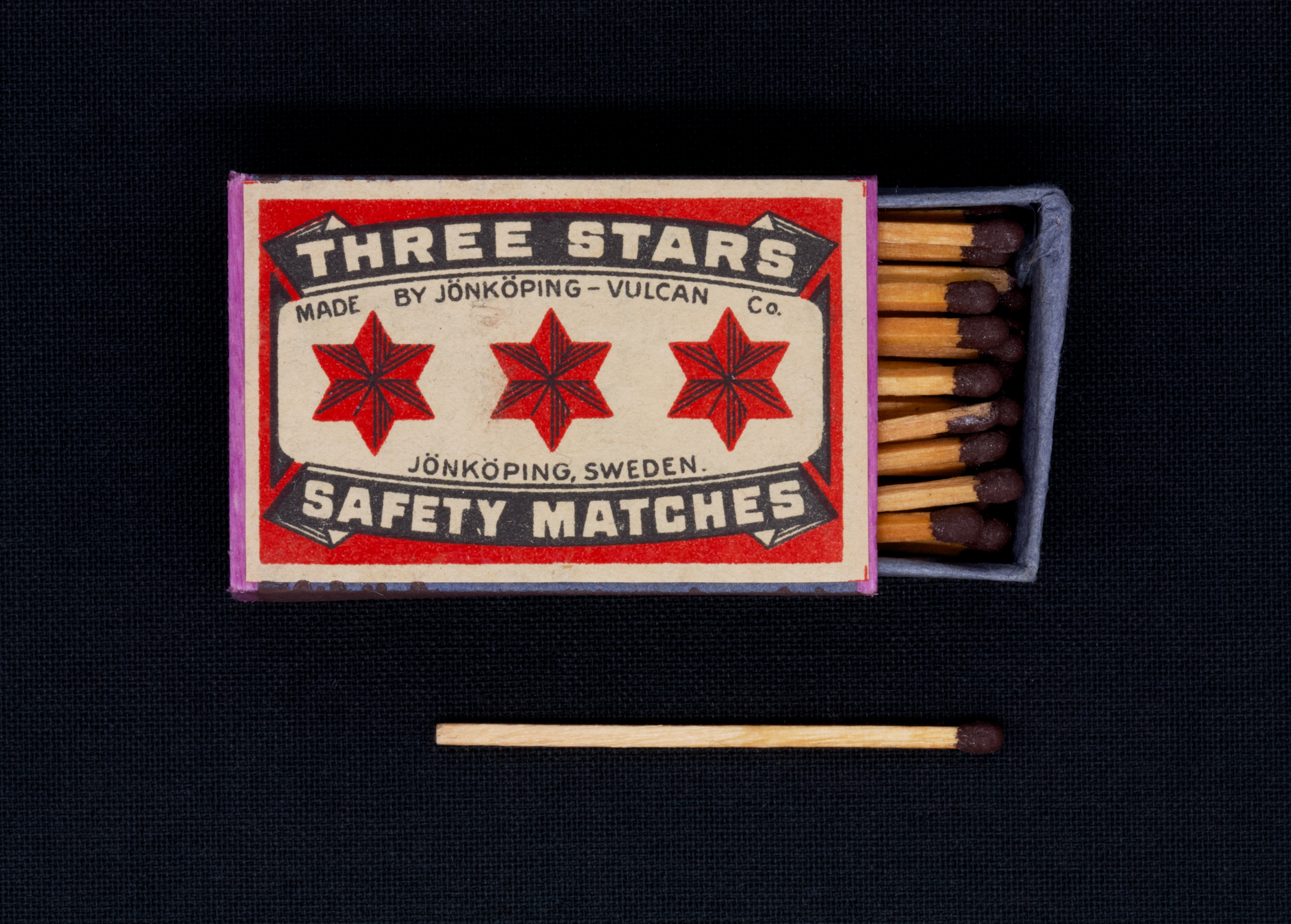
Varumärket "Tre stjärnor" ("Three Stars") registrerades av Jönköpings Westra Tändsticksfabrik

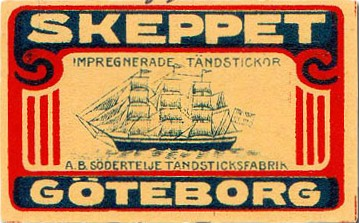
Etikett från Södertelje Tändsticksfabrik, formgiven av Elis Bergh

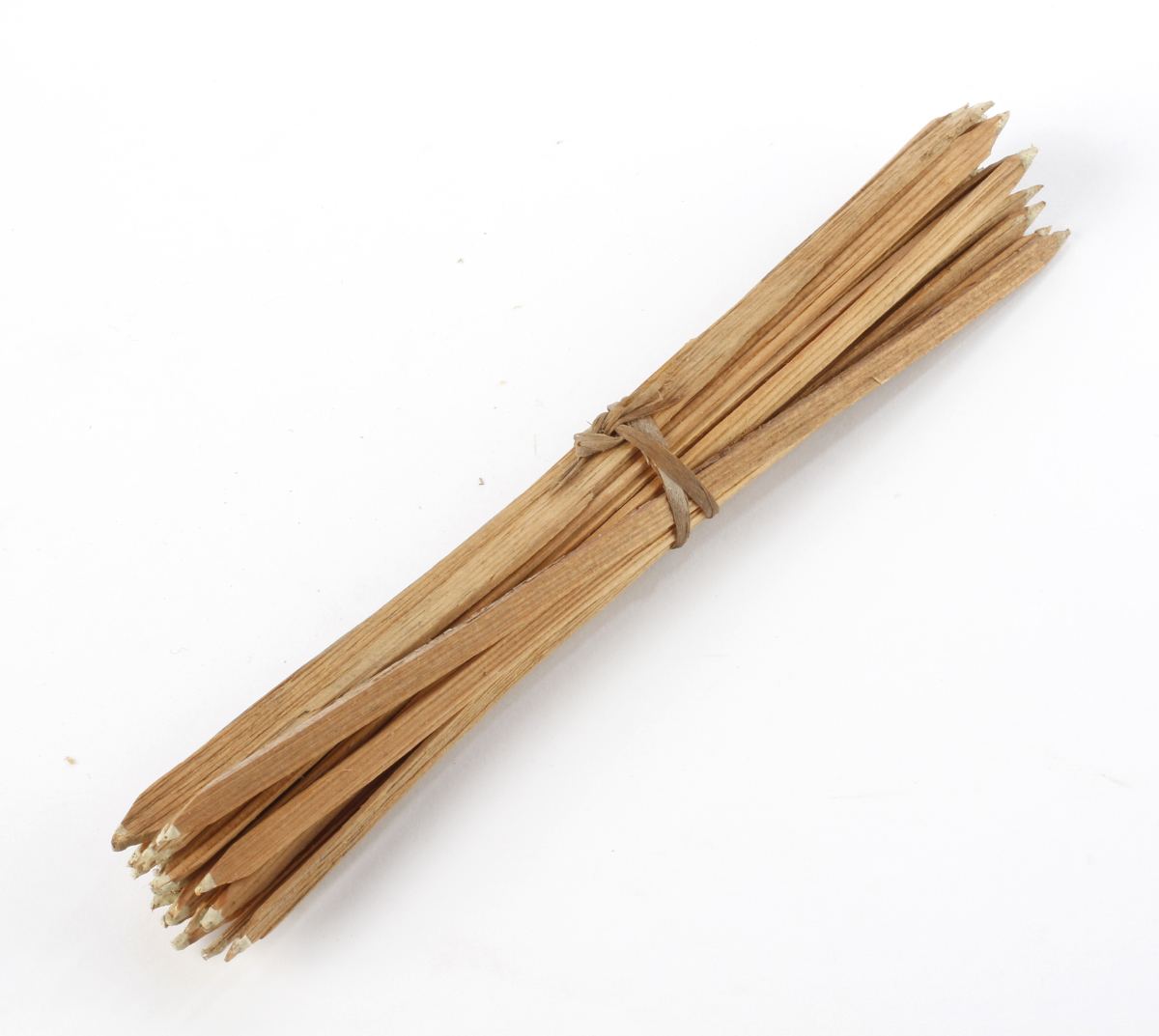
Svavelstickor

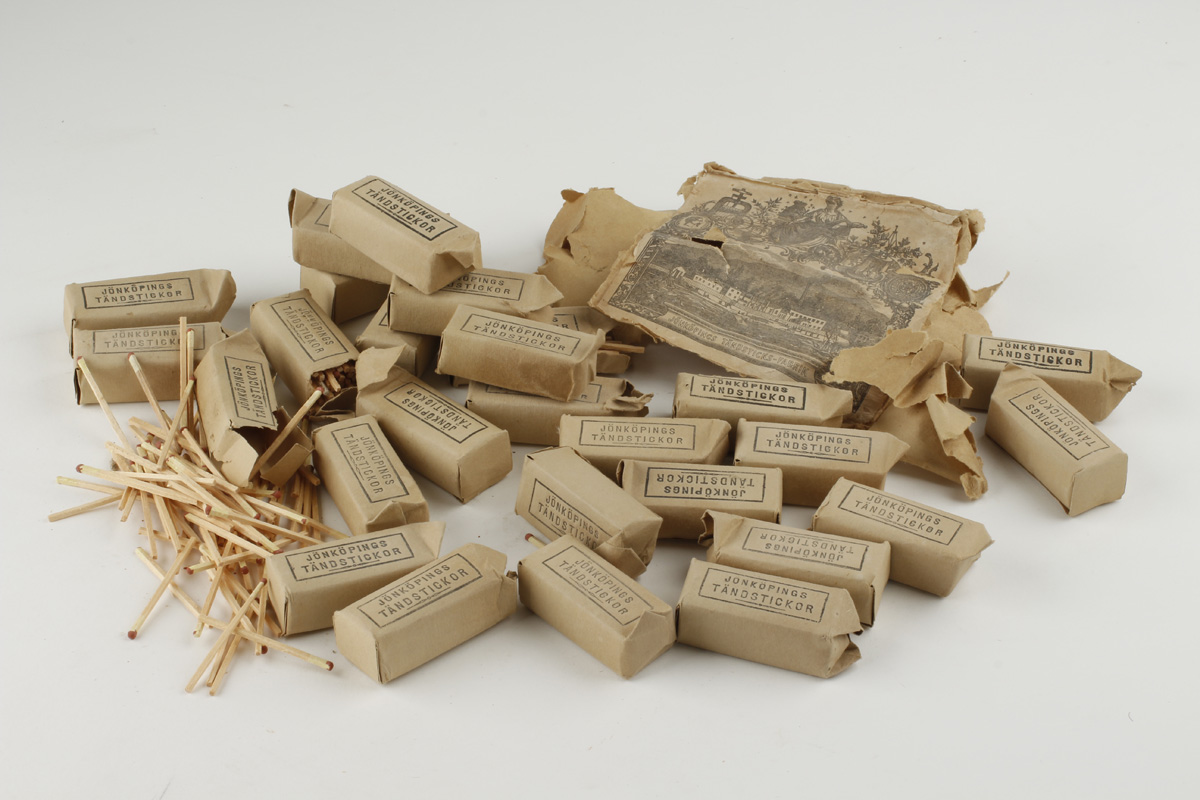
Fosfortändstickor

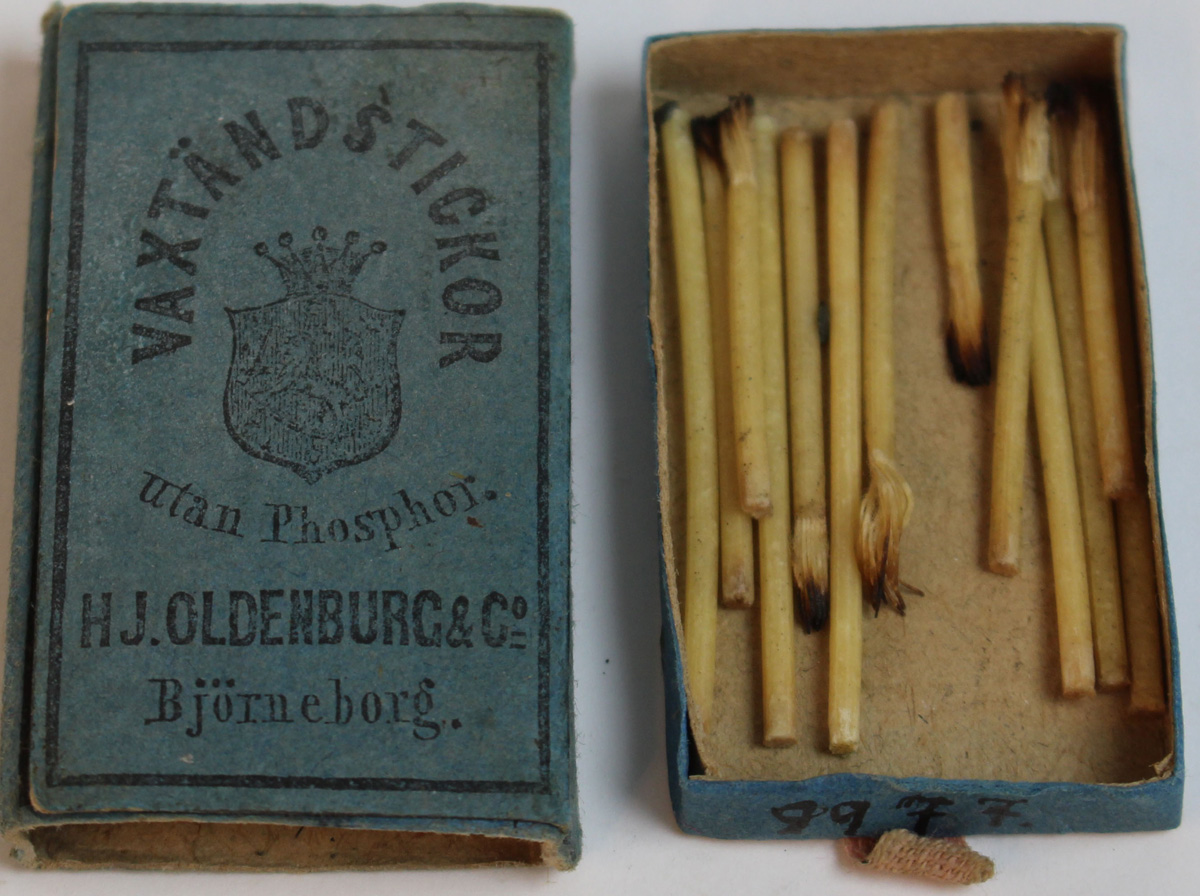
Vaxtändstickor utan fosfor, 1800-tal.

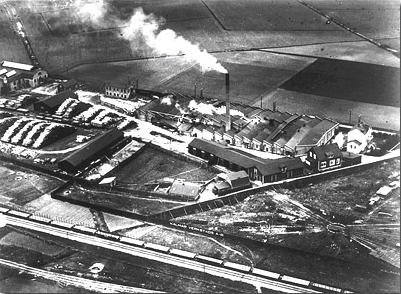
Kalmar Tändsticksfabrik i Kalmar

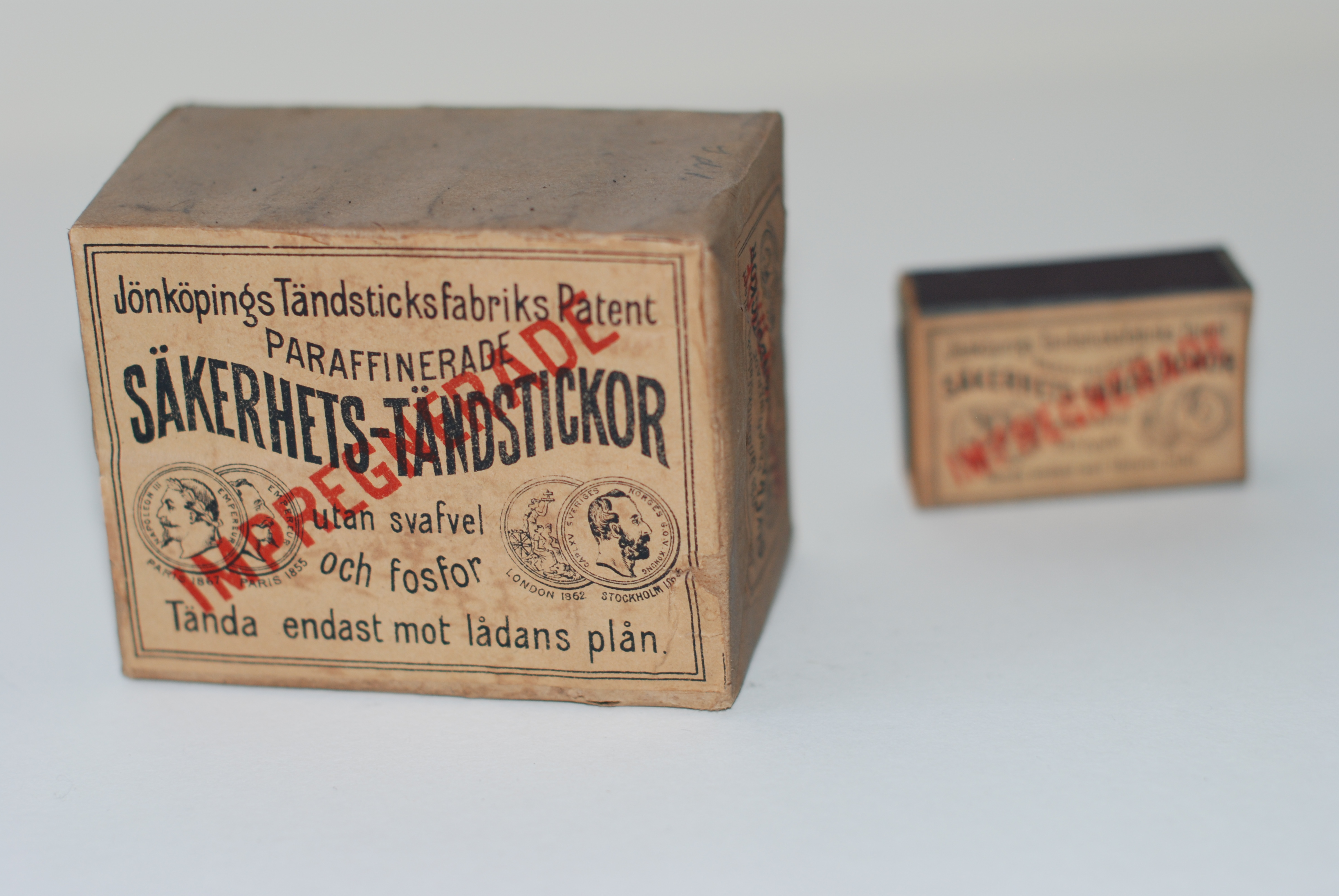
Patenterade säkerhetständstickor

Tändstickor är stickor av trä med tändsats i ena änden. Tändstickan har ett stort användningsområde genom sin enkelhet i användning, stora säkerhet och långa livslängd, om den lagras torrt. Tändstickor används för att tända eld på exempelvis en vedbrasa, ett levande ljus eller olika rökverk. De flesta typer av tändstickor är känsliga för väta.

## Typer av tändstickor
- Svavelstickan

Svavelstickor var stickor doppade i svavel, har varit kända sedan åtskilliga århundraden tillbaka. De kräver dock vanligen att stickan förs mot ett glödande föremål för att antändas, och var inga tändstickor i egentlig mening.
Alkemisten Henning Brand framställde omkring 1675 första gången vit fosfor, som kunde användas för att antända svavelstickor. Svavelstickan doppades i en tidigare försluten flaska med vit forsfor, och antändes då den drogs upp. Stickorna kunde även antändas genom att gnidas mot en kork.
År 1805 uppfanns det så kallade doppelddonet, där stickor med en sats av svavel, gummi arabicum och stärkelse doppades i en behållare med koncentrerad svavelsyra absorberad i asbest och därvid antändes. Doppelddon eller doppstickor såldes fram till mitten av 1800-talet.
- Strykstickor

Ända in på 1800-talet användes huvudsakligen stål, flinta och fnöske för att göra upp eld. År 1827 uppfanns den första strykstickan i Storbritannien av apotekaren John Walker. Dessa tändstickor var tre tum långa, och såldes i cylinderformiga plåtdosor tillsammans med ett sandpapper. Man klämde fast stickans huvud i sandpappret och drog ut den med en rask rörelse varvid stickan tändes. De hade en tändsats av kaliumklorat, gummi arabicum och antimonsulfid. År 1843 fanns fyra fabriker i Stockholm för tillverkning av sådana tändstickor.[källa behövs]
- Fosfortändstickor

Huvudartikel: Fosfortändsticka
År 1831 uppfanns fosfortändstickan av gymnasisten Charles Sauriá i Jura, Frankrike och tillverkades fabriksmässigt först av J.F. Kammerer i Tyskland år 1833. Tändsatsen på dessa innehöll svavel, antimonsulfid, kaliumklorat, gul fosfor och gummi. Andra uppfinnare ändrade sammansättningen, Trevani (år 1835) ersatte kaliumklorat med brunsten och mönja, Preschel (år 1837) ersatte kaliumklorat med blydioxid och blynitrat. Professor Böttger i Frankfurt tog fram en tändsticka där tändsatsen bestod av 9 delar gul fosfor, 14 delar kaliumnitrat, 16 delar brunsten och 16 delar gummi. Moldenhauer gjorde tändstickan bättre då han ersatte gummi med lim. Den var billig och fungerade bra, men vit/gul fosfor är både giftig och mycket brandfarlig. Oxidationsmedlen innehöll också ofta tungmetaller. Dessa stickor, som var en typ av alltändartändstickor, kunde antändas genom att dras mot de flesta skrovliga ytor; eller antändas oavsiktligt genom att de låg och nötte mot varandra i tändsticksasken. År 1901 blev tändstickor med vit (gul) fosfor förbjudna i Sverige, på grund av att många förgiftningsfall inträffat, bland annat vid abortfall.
- Säkerhetständstickor[

UpphöjdÅr 1844 patenterade svensken  Gustaf Erik Pasch säkerhetständstickan, som endast kunde antändas mot plånet på en tändsticksask. Den blev från 1860-talet - efter det att röd fosfor kunnat framställas till överkomligt pris - populär runt om i världen och trängde därefter undan andra typer av tändstickor.
- Seskvi(sulfid)tändstickor

En annan typ av alltändartändstickor innehöll fosforseskvisulfid, P4S3. Dessa hade uppfunnits i Frankrike år 1898 av Sevénes och Cahen. I Sverige fanns en stor produktion av sådana stickor åren 1911-1915.
Tändstickan för antändning av rökverk ersattes in på 1950-talet i stor utsträckning av "bensintändare"  Mot 1960-talet ersattes besintändare i sin tur av gaständare med bränsle i en trycksatt tank i form av flytande propan eller butan, som vid öppning till atmosfär via ett rör med liten innerdiameter, direkt övergår i gasform. Tändmekanismen är densamma som hos bensintändaren.

### Utvecklingen i Sverige

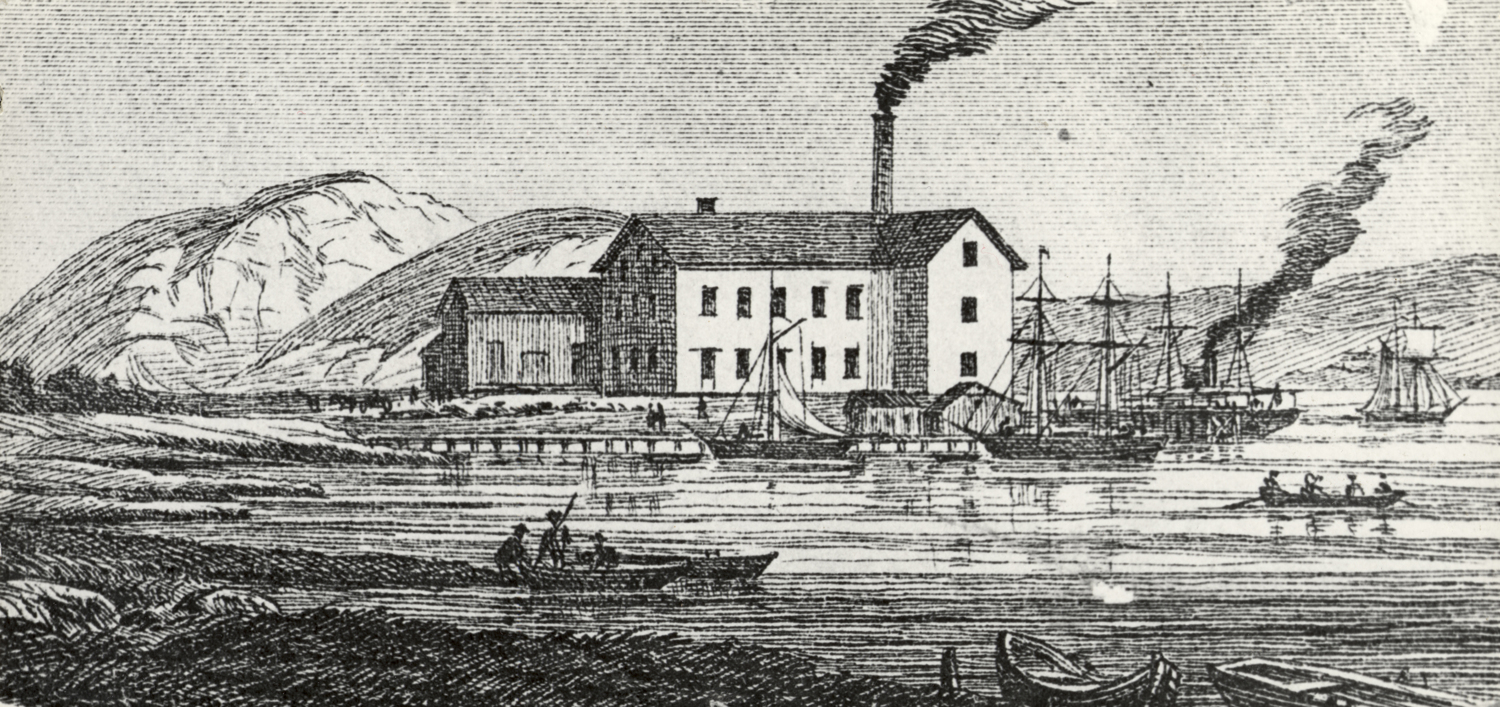
Strängnäs tändsticksfabrik på Visholmen, cirka 1880

Jonas Samuel Bagges J.S. Bagge & Co:s Kemiska fabrik för Elddon i Stockholm var Sveriges första tändsticksfabrik. Den var i drift mellan 1836 och 1848. 
Tändstickstillverkningen utvecklades under 1800-talet till en av Sveriges viktigaste industrier. Den blev också föregångare när det gällde mekaniseringen inom den massproducerande industrin där man utvecklade en rad avancerade maskiner för att kunna höja produktiviteten och tillverkningskvaliteten samt eliminera de arbetsskador som var ett problem i de första fabrikerna. De första tändstickorna tillverkades av furuvirke, omkring år 1850 övergick man till asp.
I Sverige fanns det fram till cirka 1912 tre stora industricentra för tillverkning av tändstickor: Jönköping, Tidaholm och Vetlanda. År 1912 inledde Ivar Kreuger. med bas i Kreugerfamiljens egna tändsticksfabriker i Kalmar och Mönsterås en sammanslagningsprocess av svenska tändsticksföretag med bildandet av AB Kalmar och Mönsterås Tändsticksfabriker, följt av bildandet av AB Förenade Svenska Tändsticksfabriker ("Kalmartrusten") 1913. År 1915 fanns 18 tändsticksfabriker i Sverige. Det slutliga steget inkluderade samtliga tändsticksföretag och togs 1917, då  Kalmartrusten förvärvade Jönköpings och Vulcans Tändsticksfabriks AB ("Jönköping") och bildade monopolföretaget Svenska Tändsticks AB (STAB).

### Svenska uppfinnare i urval
- Kemisten Gustaf Erik Pasch erhöll den 30 oktober 1844 svenskt patent på Säkerhetständstickan, med en tändsats av kaliumklorat och antimonsulfid. Den kunde endast tändas mot det plån av den ofarliga röda fosforn som applicerats på tändsticksaskens utsida.

- Bröderna Johan Edvard och Carl Frans Lundström  grundade 1845 Jönköpings Tändsticksfabrik, där Paschs uppfinning vidareutvecklades. Säkerhetständstickor var länge en av Sveriges främsta exportprodukter och blev synonymt med staden Jönköping världen över långt in på 1900-talet. Varje tändsticksask var försedd med texten "Tända endast mot lådans plån".

- Alexander Lagerman, som var anställd på Jönköpings Tändsticksfabrik, uppfann 1864 den första helautomatiska tändsticksmaskinen, även kallad komplettmaskin.

### Tändsticksfabriker i Sverige i urval
| Namn                                        | Ort                  | Grundlagd år | Nedlagd år                                                        | Antal arbetare/år |
| ------------------------------------------- | -------------------- | ------------ | ----------------------------------------------------------------- | ----------------- |
| Annebergs tändsticksfabrik                  | Anneberg             | 1868         | 1933                                                              | 408/1898          |
| Eksjö tändsticksfabrik                      | Eksjö                | 1874         | 1875                                                              | 141/1875          |
| Wax Vesta                                   | Göteborg             | 1904         | 1907                                                              | 206/1906          |
| Göteborgs Tändsticksfabrik                  | Göteborg             | 1904         | 1931 - såld till AB Förenade Svenska tändsticksfabriken           |                   |
| Jönköpings Tändsticksfabrik                 | Jönköping            | 1845         | 1903 - uppgick i Jönköpings och Vulcans tändsticksfabriker        |                   |
| Jönköpings Westra Tändsticksfabrik          | Jönköping            | 1881         | 1903 - uppgick i Jönköpings och Vulcans tändsticksfabriker        | 715/1902          |
| J.F. Lindahls Tändsticksfabrik              | Kalmar               | 1858         | 1888 - såld till Swedish Match Company                            | 190/1872          |
| Jönköpings Östra Tändsticksfabrik           | Jönköping            | 1881         | 1885                                                              |                   |
| Lidköpings tändsticks & ångsågs AB          | Lidköping            | 1874         | 1904                                                              | 350/1890          |
| AB Sirius Tändsticksfabrik                  | Lidköping            | 1905         | 1931 - såld till AB Förenade Svenska tändsticksfabriken           |                   |
| Malmö Tändsticksfabrik                      | Malmö                | 1872         |                                                                   | 131/1875          |
| Svenska Tändsticksfabriks AB                | Malmö                | 1882         | 1931 - såld till AB Förenade Svenska tändsticksfabriken           | 192/1885          |
| Mönsterås Tändsticksfabrik                  | Mönsterås            | 1892         | 1931 - såld till AB Förenade Svenska tändsticksfabriken           | 61/1892           |
| Norrköpings Tändsticksfabrik                | Norrköping           | 1869         | 1888                                                              | 166/1870          |
| J.S. Bagge & Co:s Kemiska fabrik för Elddon | Stockholm            | 1837         | 1848                                                              |                   |
| Stockholms tändsticksfabrik                 | Stockholm            | 1863         |                                                                   | 69/1863           |
| AB Stockholms Nya tändsticksfabrik          | Stockholm            | 1869         | 1873                                                              | 44/1869           |
| Södertälje tändsticksfabrik                 | Södertälje           | 1871         | 1908                                                              | 67/1875           |
| Strängnäs tändsticksfabrik                  | Visholmen, Strängnäs | 1874         | 1880                                                              |                   |
| Vulcans Tändsticksfabrik                    | Tidaholm             | 1866         | 1903 - uppgick i Jönköpings och Vulcans tändsticksfabriker        |                   |
| Uddevalla Tändsticksfabrik                  | Uddevalla            | 1874         |                                                                   | 576/1900          |
| Visby tändsticksfabrik                      | Visby                | 1873         |                                                                   | 88/1873           |
| Vänersborgs tändsticksfabrik                | Vänersborg           | 1848         |                                                                   |                   |
| Västerviks tändsticksfabrik                 | Västervik            | 1858         | 1903 - uppgick i Jönköpings och Vulcans tändsticksfabriker        |                   |
| Wäxiö Tändsticksfabrik                      | Växjö                | 1870         |                                                                   | 157/1875          |
| Ystads Tändsticksfabrik                     | Ystad                | 1871         | 1899                                                              | 54/1874           |
| Örebro Tändsticksfabrik                     | Örebro               | 1847         | 984 -tillverkning flyttad till Jönköpings Westra tändsticksfabrik | 214/1866          |

## Tändmekanism
En alltändartändsticka har en pyroteknisk sats på stickans topp och ett sekundärt bränsle som själva stickan är indränkt i för att den lättare ska ta eld. De viktigaste ingredienserna i tändsatsen är ett lättantändligt bränsle i pulverform och något starkt oxidationsmedel. När tändstickan stryks pulvriseras satsen så att bränsle och oxidationsmedel blandas, samtidigt som tryck och friktionsvärme tillför energi som sätter igång en självaccelererande oxidation. Värmen som utvecklas förångar och antänder det sekundära bränslet vilket får själva stickan att börja brinna.
Förutom bränsle och oxidationsmedel innehåller tändsatsen också något bindemedel och ämnen som reglerar reaktionens hastighet – katalysatorer och/eller fyllmedel. Säkerhetständstickor har en delad tändsats, där oxidationsmedlet sitter på stickans topp medan bränslet sitter i plånet. Det är enbart det primära bränslet som finns i tändsatsen. Det ämne som brinner hos en tänd tändsticka är det sekundära bränslet som finns absorberat i stickans material.

## Tillverkning
Idag används kaliumklorat (KClO3) som oxidationsmedel och röd fosfor, en stabilare ogiftig form som tillverkas genom värmebehandling av vit fosfor, som primärt bränsle. Själva stickan tillverkas av poröst trä, i Sverige ofta asp, indränkt i paraffin som är det sekundära bränslet.
På senare tid har tändstickorna inte utvecklats nämnvärt; man har helt enkelt hittat ett recept som uppfyller de krav som ställs på ekonomi, säkerhet och miljöaspekter. Dagens tändstickor innehåller varken svavel eller tungmetaller.
Över 90 procent av världsproduktionen utgörs numera av säkerhetständstickor. Alltändartändstickor säljs framförallt i Sydamerika, Afrika och Asien.

## Varianter
En braständare är ett smalt block av pressad paraffinindränkt sågspån med en tändsats i ena ändan. Den antänds som en vanlig tändsticka och brinner sedan under flera minuter, vilket gör att det går lättare att tända en brasa med den än med vanliga tändstickor.

## Förpackning

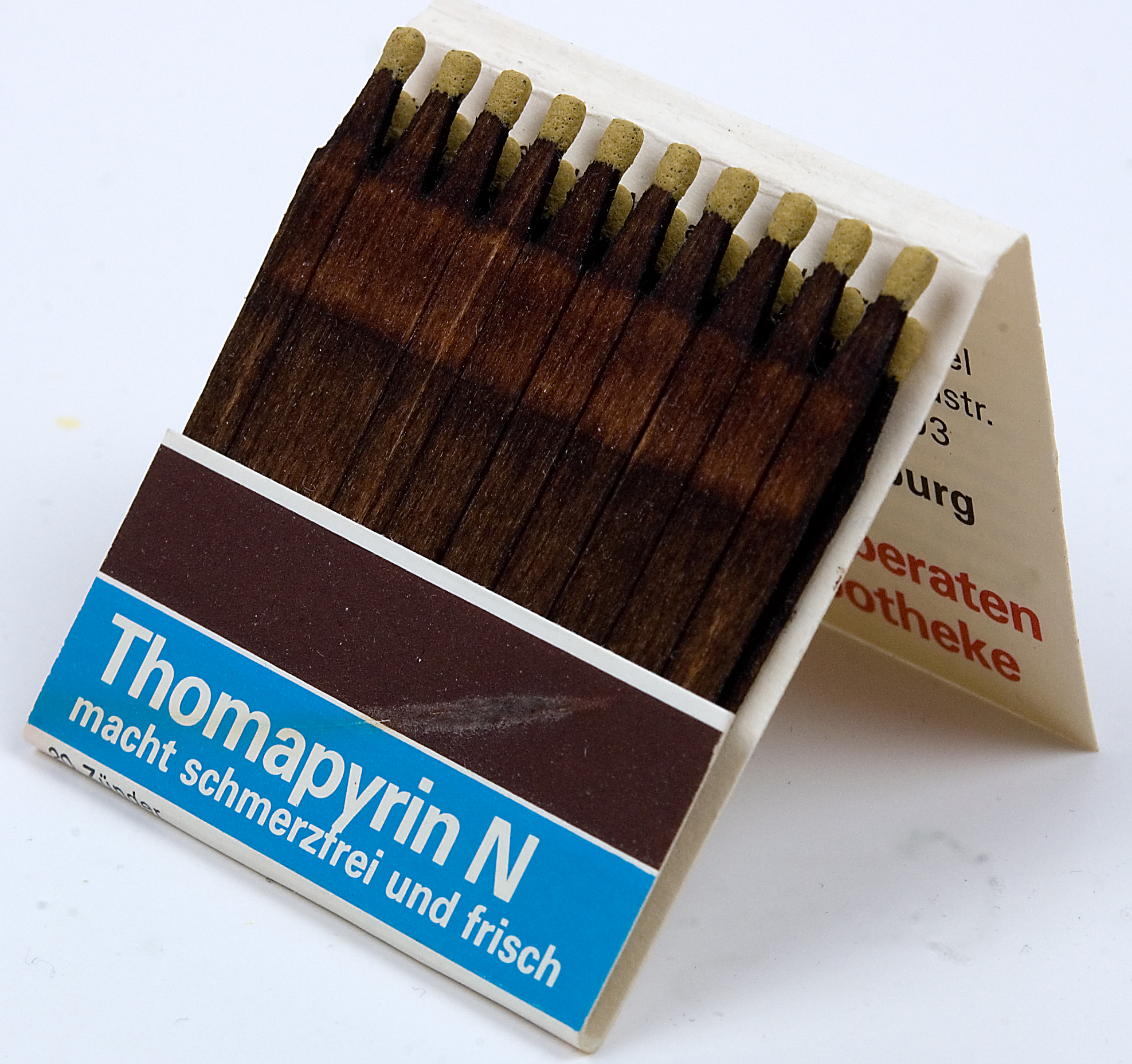
Reklamtändstickor i en tändsticksbok

Den vanliga förpackningen för tändstickor är askar med skjutlock, där askens framsida är försedd med en etikett. Bilden fick under 1800-talet allt mer utrymme och blev viktig för att bygga varumärken. Tändsticksaskarnas etiketter och konstnärliga utformning blev en viktig del av marknadsföringen. Utländska tändsticksfabrikanter beställde gärna svenska etiketter med texten "Made in Sweden" på - även om bara etiketten var gjord i Sverige.
Tändstickor säljs vanligen i små pappaskar med 40–50 lösa stickor i varje. 
Solstickan, formgiven av Einar Nerman 1936, är en känd svensk tändsticksasksetikett. En liten ask (cirka 45 stickor) från Solstickan mäter normalt 58×36×17mm och en stor (cirka 240 stickor) 120×66×26mm, och tändstickorna är cirka 47–48mm långa. 
Det finns även en typ av tändsticksförpackning, tändsticksbok, där omkring 20 platta tändstickor är fästade i varandra i två lager, vilka i sin tur är fästade i ett etui av tunn kartong, vilket också har ett plån. Etuiet vanligen är försett med reklamtryck. 
Hobbyen att samla på tändsticksaskar och tändsticksetiketter kallas filumeni.